# ポイズン (ロックバンド)
ポイズン（Poison）は、1980年代中期から後期にかけて人気を博したロックバンド。初期は化粧をした派手なルックスで注目を浴びた。ポップでキャッチーな判りやすいメロディーで全世界的に成果を収め、4000万枚のCDセールスを記録。現在も活動を続けている。

## 略歴

### 結成からデビューまで
1983年夏にペンシルベニア州ハリスバーグでリッキー・ロケットとブレット・マイケルズにより結成。ポイズンと名乗る前はパリス (Paris)というバンド名だった。当初のメンバーはブレット・マイケルズ、ボビー・ダル、リッキー・ロケット、マット・スミス。翌1984年3月にバンドはロサンゼルスに移動し、いわゆるLAメタルのバンドとして活動を開始する。ロサンゼルスのクラブに積極的に出演。バンド名がポイズンとなったのもロサンゼルス移動後のことである。
1985年3月23日、ギタリストのC・C・デヴィル加入。そしてエニグマ・レコードと契約。1986年5月16日にデビュー・アルバム『ルック・ホワット・ザ・キャット・ドラッグド・イン』を発表（配給はキャピトル・レコード）。全米チャートで3位を記録する。
1986年にショーケース・ライブにて初来日をする。

### セカンド・アルバム
1988年にバンドはセカンド・アルバム『オープン・アップ・アンド・セイ…AHH!』を発表。シングル「エヴリ・ローズ・ハズ・イッツ・ソーン」が全米ナンバー1を獲得している。アルバムも全世界で800万枚を売り上げた。この時期、バンドはデイヴィッド・リー・ロスの前座としてツアーを行っている。
1989年に再来日し武道館にて2日間公演を行う。

### 内紛劇とギタリスト交替
1990年、バンドは3枚目のアルバム『フレッシュ・アンド・ブラッド』を発表。全米チャート2位の大ヒットとなる。またバンドはこの年のドニントンパークでのモンスターズ・オブ・ロックにも出演。続いてウォレントとのジョイント・ツアーを行った。
1991年11月、初のライブ・アルバム『スワロー・ディス・ライヴ』を発表。しかしこの頃、ギタリストのデヴィルは麻薬問題を抱えるようになり、シンガーのマイケルズとの乱闘なども発生。やがてデヴィルはバンドを解雇され、後任ギタリストにはリッチー・コッツェンが迎えられた。
1993年、バンドは4枚目のスタジオ・アルバム『ネイティヴ・タン』を発表。リッチーの指向に合わせ、ポップさ、華やかさを抑えブルージーな要素を加えたハードロックに転向した。アルバム・セールスは全世界で100万枚とまずまずのものであったが、以前の成果には及ばないものであった。やがてコッツェンがリッキー・ロケットの恋人を奪うという事件が発生し、コッツェンもまたバンドを解雇されることとなった。後任のギタリストはブルース・サラセノである。

### マイケルズの交通事故
バンドは新作のレコーディングに入ったが、1994年5月にマイケルズがフェラーリを運転中、交通事故で負傷（鼻、肋骨、顎、指を骨折。歯を4本折る重傷）。彼の療養のためにレコーディングは中断された。一方、音楽の流行も1980年代のようなヘヴィメタルからグランジへと移り変わっており、マイケルズの復帰後、新作の制作は暗礁に乗り上げてしまう。結局、バンドは1996年にベスト・アルバムを発売し、その中に数曲の新曲を入れるという妥協策を採ることになった。

### デヴィルの復帰
1999年、マイケルズとデヴィルの和解により、デヴィルがギタリストとしてバンドに復帰。その後、アメリカ・ツアーが行われ、バンドは新作のレコーディングに取り組んだ。1994年に発売されるはずだった5枚目のスタジオ・アルバム『クラック・ア・スマイル…アンド・モア!』が、6年後の2000年に発表された。
さらに2002年にはデヴィルの正式復帰作となる6枚目のスタジオ・アルバム『Hollyweird』を発表。
2005年にはセカンド・アルバム収録の「Nothin' But A Good Time」が映画『Mr.&Mrs. スミス』（出演：ブラッド・ピット、アンジェリーナ・ジョリー）のサントラに使われた。
2009年には、チープ・トリック、デフ・レパードと共に全米ツアーを行った。

## 逸話
アルバム『フレッシュ・アンド・ブラッド』収録の「ライフ・ゴーズ・オン」はドラマーのリッキー・ロケットが当時付き合っていて銃で殺害された彼女に贈った曲である。「サムシング・トゥ・ビリーヴ・イン」も亡くなった友達のために作った曲である。

## メンバー

### 現在のメンバー

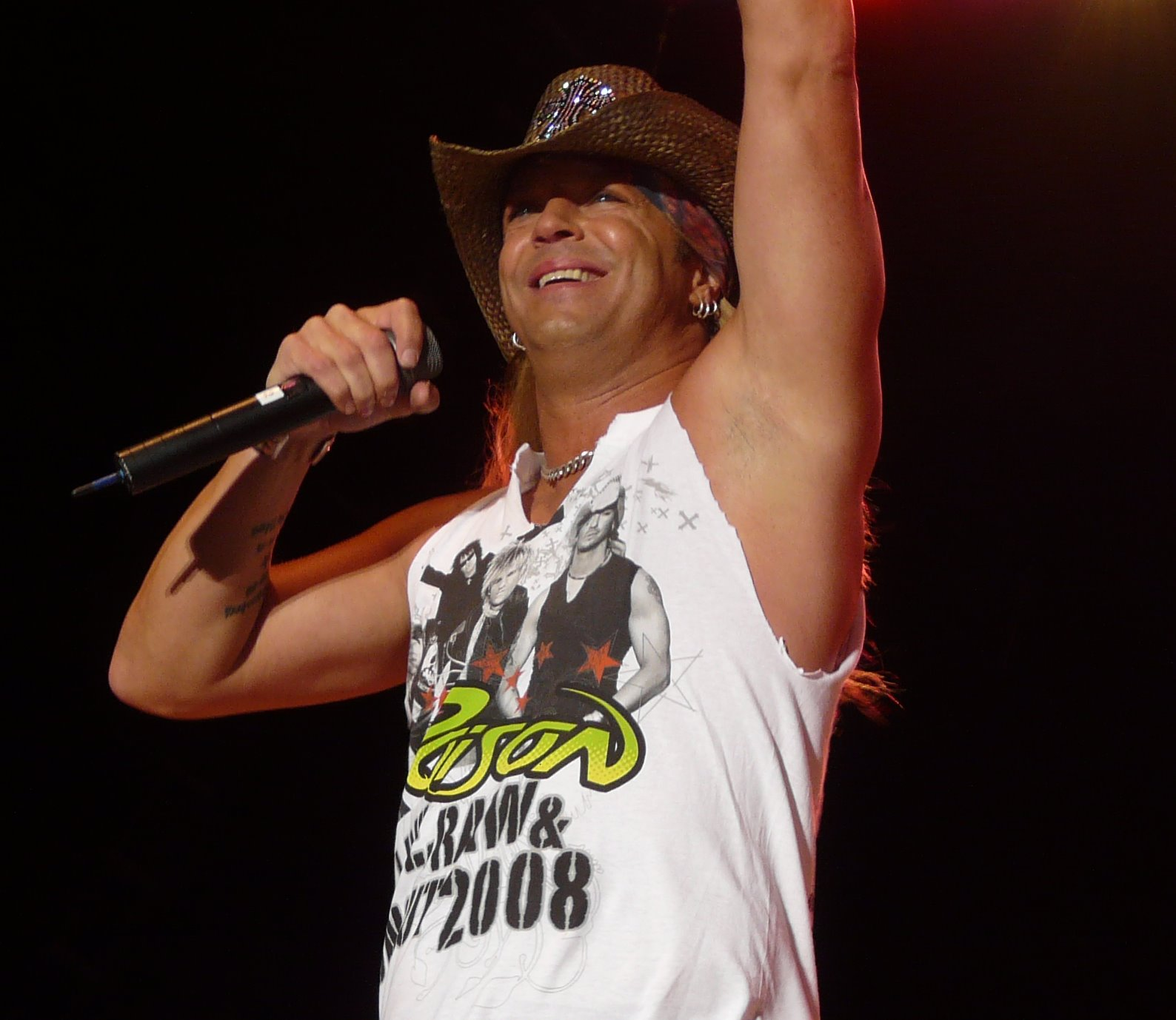
ブレット・マイケルズ (Bret Michaels) – リード・ボーカル、リズム・ギター、ハーモニカ (1983年– )
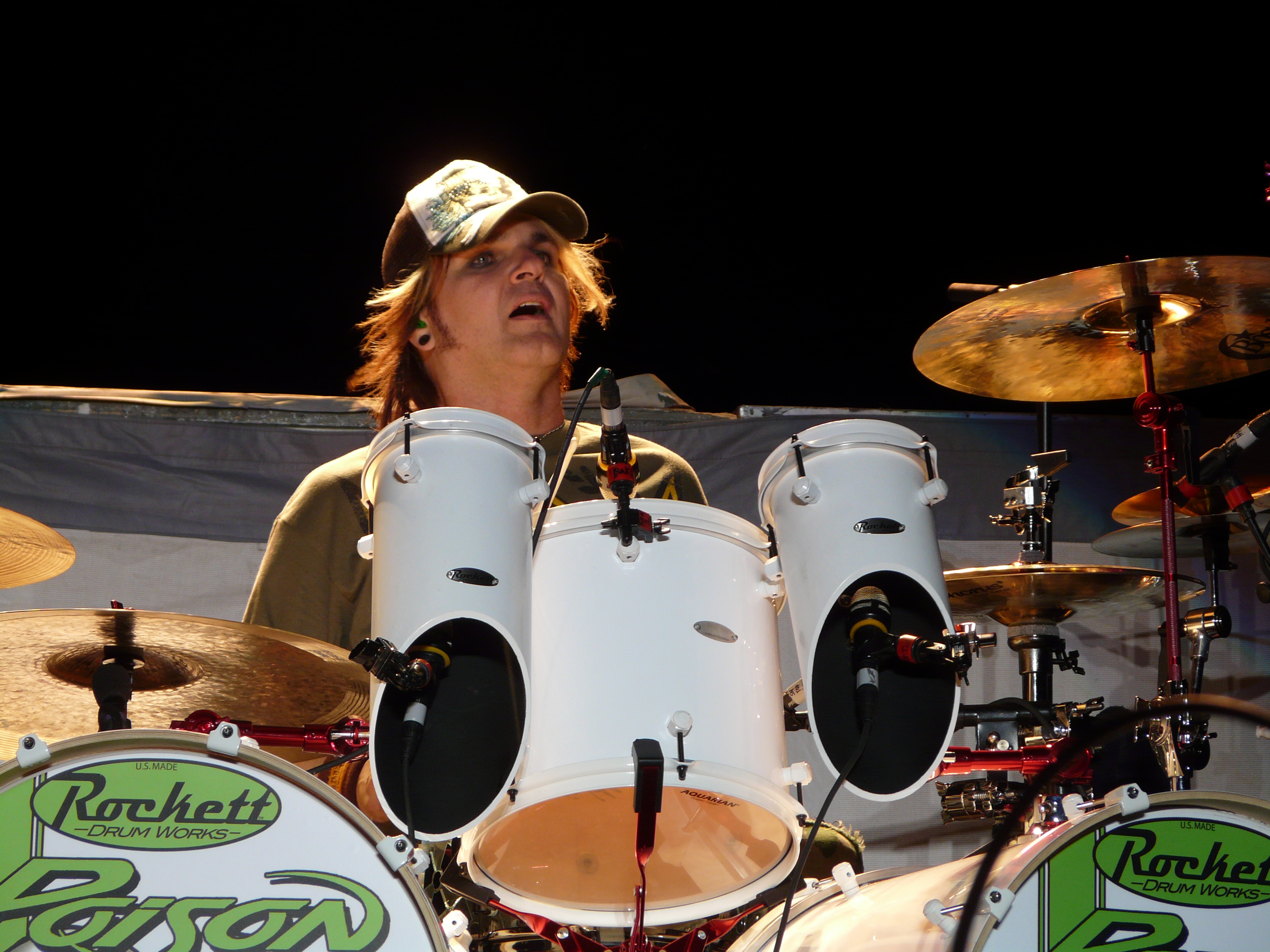
リッキー・ロケット
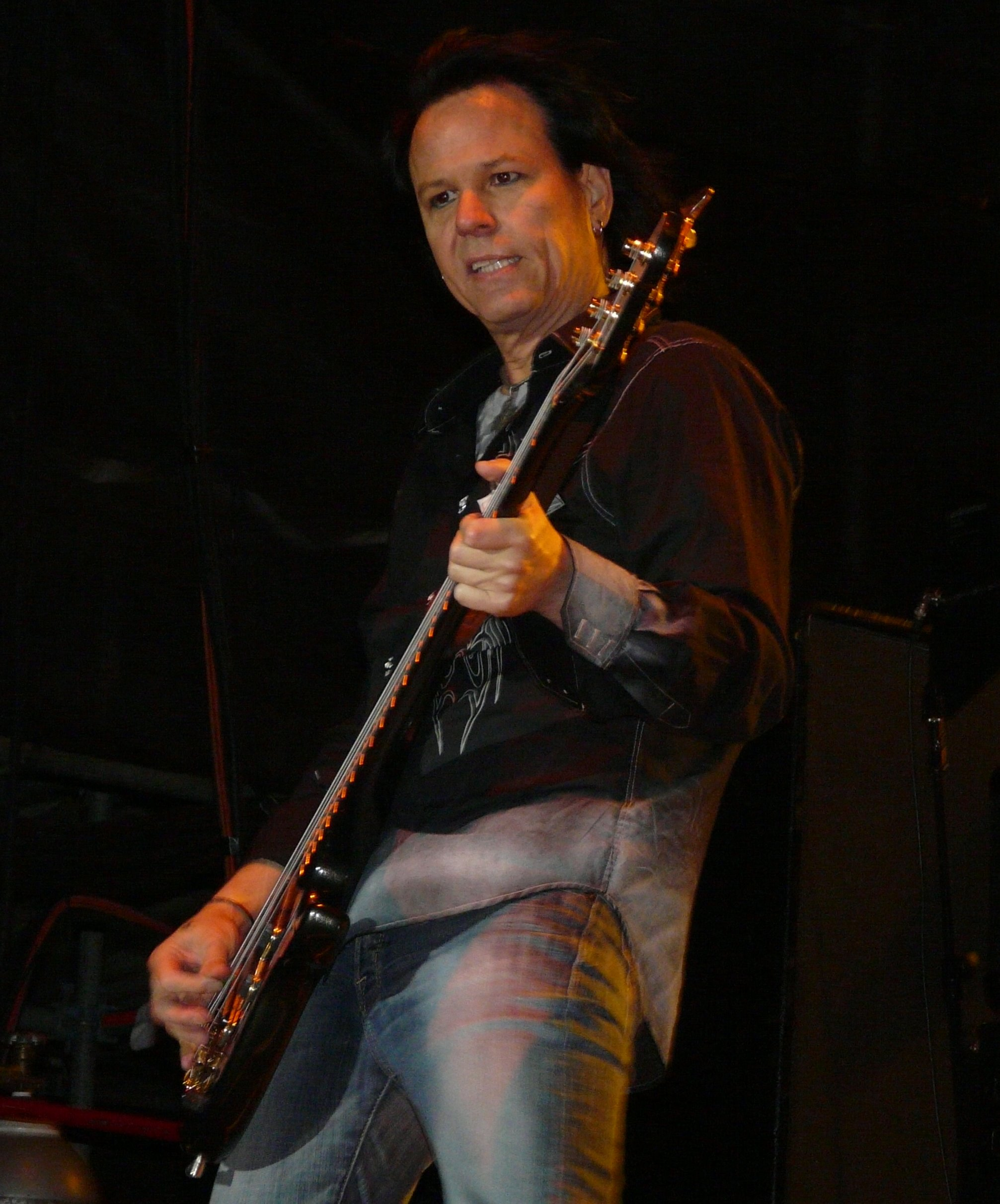
ボビー・ダル
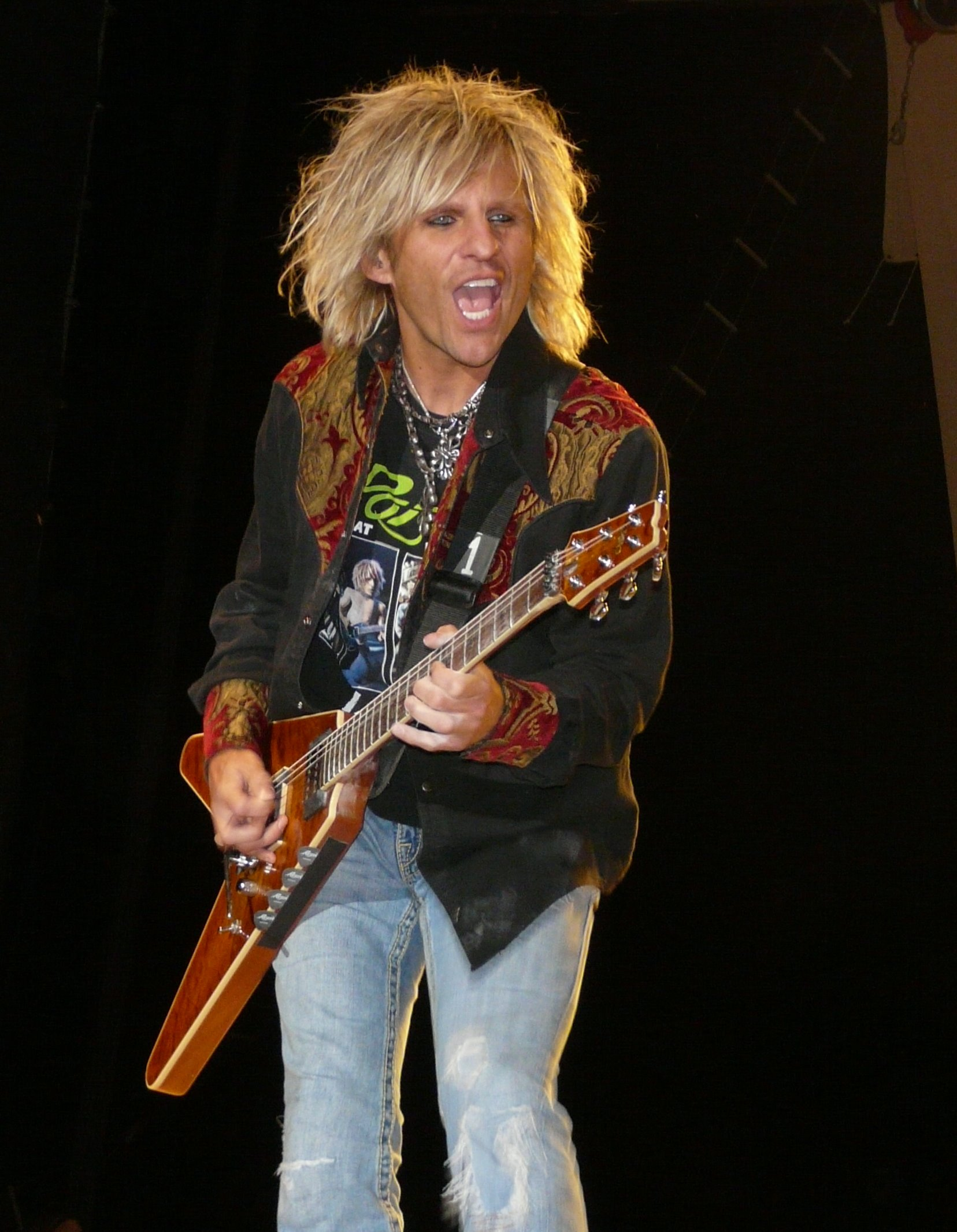
C・C・デヴィル

ペンシルベニア州ピッツバーグ出身。1963年3月15日生。リッキーとパリス、スペクターズを経てポイズンを結成。
スティーヴン・タイラー、デイヴィッド・リー・ロス、ビリー・アイドルの影響を受ける。
小児糖尿病でインスリンを打ちながら活動を続ける。病気が原因でライブ中に倒れ救急、搬送されたことも。ソロ活動も続けている。
クリスティ・ギブソン（元妻）との間に娘2人。RAINE（2000年生）Jorja（2005年生）
- リッキー・ロケット (Rikki Rockett) – ドラム、パーカッション、バック・ボーカル (1983年– )

ペンシルベニア州ハリスバーグ出身、8月8日生。父親がトランペッターだったため、ドラムを始める前はトランペットを担当していた。
- ボビー・ダル (Bobby Dall) – ベース、ピアノ、バック・ボーカル (1983年– )

ペンシルベニア州ハリスバーグ出身。11月2日生。15歳でギターを始めるがベースが気に入り転向した。
モトリー・クルーのニッキー・シックスを敬愛する。
- C・C・デヴィル (C.C. DeVille) – リード・ギター、バック・ボーカル、一部リード・ボーカル (1985年–1991年、1996年– )

ニューヨーク・ブルックリン出身。5月14日生。1985年3月、ポイズンに最後に加入したメンバー。
- ブレット・マイケルズ
- リッキー・ロケット
- ボビー・ダル
- C・C・デヴィル

### 旧メンバー
- マット・スミス (Matt Smith) – リード・ギター、バック・ボーカル (1983年–1985年)
- リッチー・コッツェン (Richie Kotzen) – リード・ギター、キーボード、ピアノ、マンドリン、ドブロ、バック・ボーカル (1991年–1993年)
- ブルース・サラセノ (Blues Saraceno) – リード・ギター、キーボード、ピアノ、バック・ボーカル (1993年–1996年)

## ディスコグラフィ

### スタジオ・アルバム
- 『ルック・ホワット・ザ・キャット・ドラッグド・イン』 - Look What the Cat Dragged In (1986年) ※旧邦題『ポイズン・ダメージ』
- 『オープン・アップ・アンド・セイ…AHH!』 - Open Up and Say... Ahh! (1988年) ※旧邦題『初めての***AHH』
- 『フレッシュ・アンド・ブラッド』 - Flesh & Blood (1990年) ※旧邦題『フレッシュ&ブラッド〜今夜ケモノのように』
- 『ネイティヴ・タン』 - Native Tongue (1993年)
- 『クラック・ア・スマイル…アンド・モア!』 - Crack a Smile... and More! (2000年)
- Hollyweird (2002年)
- Poison'd! (2007年) ※ローリング・ストーンズやデヴィッド・ボウイ等の楽曲を収録したカバー・アルバム

### ライブ・アルバム
- 『スワロー・ディス・ライヴ』 - Swallow This Live (1991年)
- Power to the People (2000年)
- Live, Raw & Uncut (2008年) ※DVD＋CD
- 『セブン・デイズ・ライヴ〜ライヴ・アット・ハマースミス・アポロ1993』 - Seven Days Live (2008年)

### コンピレーション・アルバム
- 『グレイテスト・ヒッツ1986〜1996』 - Poison's Greatest Hits: 1986–1996 (1996年)
- 『ベスト・オブ・バラッズ・アンド・ブルーズ』 - Best of Ballads & Blues (2003年)
- 『ザ・ベスト・オブ・ポイズン : 20イヤーズ・オブ・ロック』 - The Best of Poison: 20 Years of Rock (2006年)
- Double Dose: Ultimate Hits (2011年)